# Sally Ride
Sally Kristen Ride sinh ngày 26 tháng 5 năm 1951 tại Los Angeles, California, mất ngày 23 tháng 7 năm 2012 (bệnh ung thư tụy trong 17 tháng) là nhà vật lý học người Mỹ và nhà du hành vũ trụ của NASA.
Ride gia nhập cơ quan NASA năm 1978, và năm 1983, bà trở thành người phụ nữ Hoa Kỳ đầu tiên và phụ nữ trẻ nhất cho đến nay bay vào không gian. Cho đến nay, bà vẫn là phi hành gia người Mỹ trẻ tuổi nhất đã du hành vào không gian, ở tuổi 32. Năm 1987 bà rời khỏi cơ quan NASA để tới làm việc hai năm tại Trung tâm An ninh và Kiểm soát vũ khí Quốc tế (Center for International Security and Arms Control) thuộc Đại học Stanford, sau đó là giáo sư vật lý tại Đại học California, San Diego, chủ yếu nghiên cứu quang học phi tuyến và tán xạ Thomson. Bà phục vụ trong ủy ban điều tra về thảm họa tàu con thoi Challenger và Columbia, người duy nhất tham gia vào cả hai.

## Thời niên thiếu
Ride sinh tại Encino, thuộc Los Angeles, California, Hoa Kỳ, là con đầu lòng của Carol Joyce (nhũ danh Anderson) và Dale Burdell Ride, người gốc Na Uy. Ride có một em gái tên Karen "Bearful" Ride, là mục sư giáo hội Trưởng Lão.
Ride theo học trường Portola Middle School rồi được học bổng để học trường Westlake School for Girls ở Los Angeles (nay là Harvard-Westlake School). Bà theo học tiếp ở trường Swarthmore College rồi chuyển sang Đại học Stanford. Bà đậu bằng cử nhân môn tiếng Anh và vật lý học, rồi bằng thạc sĩ và tiến sĩ vật lý cũng ở đại học Stanford, khi nghiên cứu Vật lý thiên văn và Vật lý laser điện tử tự do (free electron laser).
Ngoài quan tâm tới khoa học, Ride cũng thích môn thể thao quần vợt và là một vận động viên chơi quần vợt cấp quốc gia.

## Sự nghiệp ở NASA

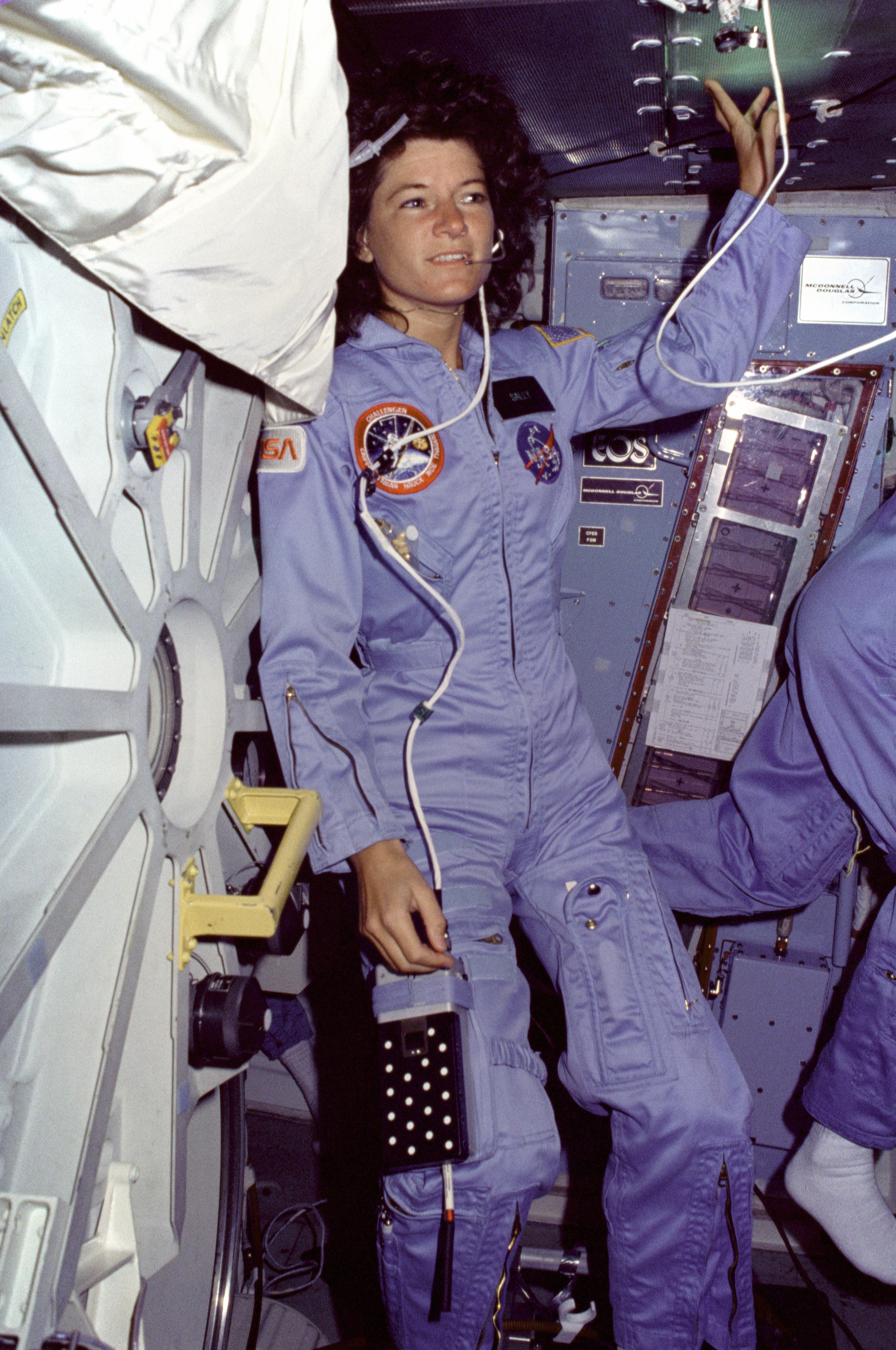
Sally Ride ở tầng giữa trên Tàu con thoi Challenger trong chuyến bay STS-7.

Ride là một trong 8.000 người đáp lại lời rao trên báo tìm người cho chương trình không gian. Kết quả là Ride gia nhập NASA năm 1978. Ride phục vụ như nhân viên truyền tin ở "Trung tâm kiểm soát chuyến bay từ dưới đất" cho các chuyến bay thứ nhì và thứ ba của tàu con thoi (chuyến bay STS-2 và STS-3) và giúp triển khai cánh tay robot của tàu con thoi.
Ngày 18 tháng 6 năm 1983, bà trở thành phụ nữ Mỹ đầu tiên bay vào vũ trụ trong phi hành đoàn của tàu con thoi Challenger trên chuyến bay STS-7. Trước đó đã có 2 phụ nữ người Liên Xô là Valentina Tereshkova bay vào không gian năm 1963 và Svetlana Savitskaya năm 1982.

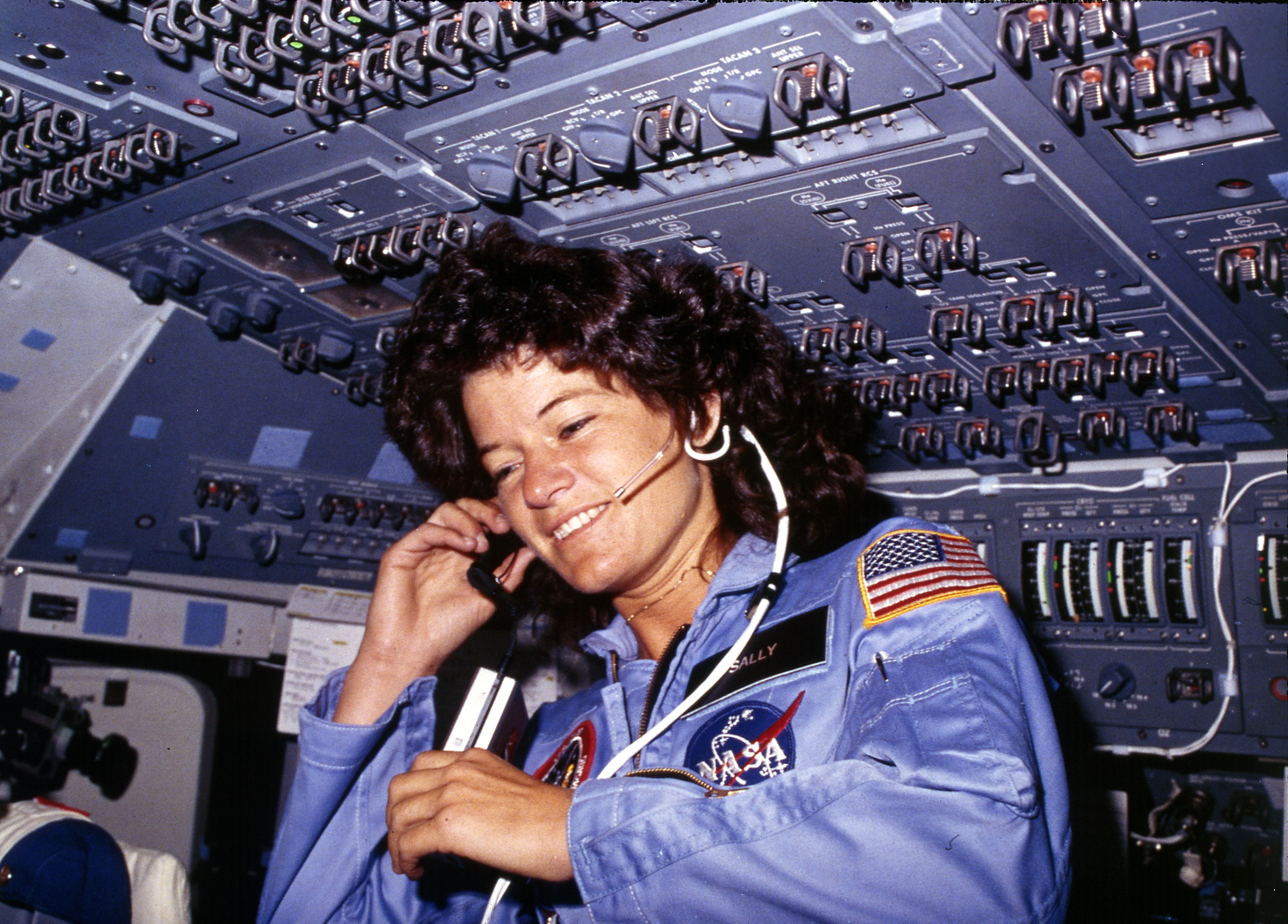
Sally Ride giao tiếp với bộ điều khiển mặt đất từ boong tàu bay trong các nhiệm vụ sáu ngày của Challenger, tháng 6 năm 1983

Trên chuyến bay STS-7, trong đó 5 người của phi hành đoàn đã triển khai 2 vệ tinh truyền thông và tiến hành các thí nghiệm dược phẩm, Ride là người phụ nữ đầu tiên sử dụng cánh tay robot trong không gian và người đầu tiên sử dụng cánh tay robot để thu một vệ tinh. Chuyến bay vào không gian thứ hai của bà cũng trên tàu con thoi Challenger vào năm 1984. Tổng cộng, bà đã bay trong không gian hơn 343 giờ.
Ride đã hoàn tất 8 tháng tập luyện cho chuyến bay thứ ba, khi tàu con thoi Challenger gặp tai nạn. Bà được bổ nhiệm vào Ủy ban của Tổng thống điều tra tai nạn tàu con thoi, và đứng đầu tiểu ban Hoạt động.
Sau vụ điều tra này, Ride được điều về tổng hành dinh NASA ở Washington DC. Tại đây, bà điều khiển nỗ lực kế hoạch hóa chiến lược đầu tiên của NASA, lập ra một báo cáo mang tên "Sự lãnh đạo và Tương lai của Hoa Kỳ trong Không gian", và lập ra cơ quan thăm dò của NASA.

## Đời tư
Ride kết hôn với Steve Hawley một nhà du hành vũ trụ đồng nghiệp ở NASA vào năm 1982, nhưng họ đã ly hôn trong năm 1987. Cô là nhà du hành vũ trụ đồng tính nữ đầu tiên được biết.

## Sau khi rời NASA
Năm 1987, Ride rời cơ quan NASA để tới làm việc tại Trung tâm Kiểm soát vũ khí và An ninh quốc tế ở Đại học Stanford. Bà làm giám đốc của công ty Sally Ride Science, một công ty do bà thành lập năm 2001, tạo ra các chương trình khoa học giải trí và các xuất bản phẩm dành cho các học sinh bậc trung và tiểu học, với sự tập trung đặc biệt vào nữ sinh.
Ride đã viết và viết chung 5 sách về không gian, nhắm vào các trẻ em với mục tiêu khuyến khích chúng học và nghiên cứu khoa học.
Từ năm 2001, bà thành lập quỹ Khoa học Sally Ride để ủng hộ sinh viên, đặc biệt là nữ sinh, nghiên cứu khoa học.
Ride đã ủng hộ Barack Obama trong cuộc bầu cử tổng thống năm 2008.
Cho đến khi qua đời, Ride là thành viên của "Ủy ban xem xét các Kế hoạch bay vào không gian có người của Hoa Kỳ" (Review of United States Human Space Flight Plans Committee) một sự xem xét độc lập do "Phòng chính sách Khoa học và Công nghệ" (Office of Science and Technology Policy) yêu cầu ngày 7.5.2009.

## Các giải thưởng và Vinh dự
Ride đã đoạt nhiều giải thưởng, trong đó có "Giải von Braun" của National Space Society (Hội Không gian quốc gia), giải Lindbergh Eagle, và Giải Theodore Roosevelt.
Bà đã được đưa vào National Women's Hall of Fame cùng Astronaut Hall of Fame, và đã được thưởng "Huy chương bay trong không gian của NASA" (NASA Space Flight Medal) 2 lần.
Ride là người duy nhất đã làm việc trong cả hai Ban điều tra về 2 tai nạn tàu con thoi Challenger và tàu con thoi Columbia.
Hai trường tiểu học ở Hoa Kỳ đã được đặt theo tên bà: Trường tiểu học Sally K. Ride ở Woodlands, Texas, và Trường tiểu học Sally K. Ride ở Germantown, Maryland.
Ngày 6.12. 2006, thống đốc tiểu bang California Arnold Schwarzenegger và đệ nhất phu nhân Maria Shriver đã đưa Ride vào California Hall of Fame, ở The California Museum for History, Women, and the Arts (Nhà bảo tàng California về Lịch sử, Phụ nữ và Nghệ thuật).
Khi bà mất năm 2012, Tổng thống Barack Obama cùng phu nhân Michelle đã gửi lời chia buồn sâu sắc, "Là người phụ nữ đầu tiên của Mỹ bay vào vũ trụ, Sally là anh hùng quốc gia và là một hình mẫu mạnh mẽ. Bà là nguồn cảm hứng cho các thế hệ phụ nữ theo đuổi giấc mơ vươn tới các vì sao. Cuộc đời Sally cho chúng ta thấy không hề có giới hạn cho những gì chúng ta có thể đạt được" – Tổng thống Obama nói. Tháng 11 năm 2013, bà được truy tặng Huân chương Tự do Tổng thống.
Năm 2013, ca sĩ Janelle Monáe phát hành một bài hát mang tên "Sally Ride".

## Tác phẩm
- Ride, Sally. Single Room, Earth View (expository essay). Sally Ride.
- Ride, Sally; Okie, Susan (1989). To Space and Back. New York: HarperTrophy. tr. 96 pages. ISBN 0-688-09112-1. {{Chú thích sách}}: |ngày truy cập= cần |url= (trợ giúp)Quản lý CS1: nhiều tên: danh sách tác giả (liên kết)
- Ride, Sally; O'Shaughnessy, Tam E. (1999). The Mystery of Mars. [New York]: Crown. tr. 48 pages. ISBN 0-517-70971-6. {{Chú thích sách}}: |ngày truy cập= cần |url= (trợ giúp)Quản lý CS1: nhiều tên: danh sách tác giả (liên kết)
- Ride, Sally; O'Shaughnessy, Tam E. (2003). Exploring our Solar System. New York: Crown Publishers. tr. 112 pages. ISBN 0-375-81204-0. Truy cập ngày 6 tháng 10 năm 2007.{{Chú thích sách}}:  Quản lý CS1: nhiều tên: danh sách tác giả (liên kết)
- Ride, Sally; O'Shaughnessy, Tam E. (2004). The Third Planet: Exploring the Earth from Space. Sally Ride Science. tr. 48 pages. ISBN 0-9753920-0-X. Truy cập ngày 6 tháng 10 năm 2007.{{Chú thích sách}}:  Quản lý CS1: nhiều tên: danh sách tác giả (liên kết)
- Sally Ride Science (2004). What Do You Want to Be? Explore Space Sciences. Sally Ride Science. tr. 32 pages. ISBN 0-ngày 98 tháng 1 năm 3920. {{Chú thích sách}}: |ngày truy cập= cần |url= (trợ giúp); Kiểm tra giá trị |isbn=: ký tự không hợp lệ (trợ giúp)
- Ride, Sally (2005). Voyager: An Adventure to the Edge of the Solar System. Sally Ride Science. tr. 40 pages. ISBN 0-9753920-5-0. Truy cập ngày 6 tháng 10 năm 2007.
- Ride, Sally; Mike Goldsmith (2005). Space (Kingfisher Voyages). London: Kingfisher. tr. 60 pages. ISBN 0-7534-5910-8. Truy cập ngày 6 tháng 10 năm 2007.{{Chú thích sách}}:  Quản lý CS1: nhiều tên: danh sách tác giả (liên kết)
- Ride, Sally; Tam O'Shaughnessy (2008: Upcoming release). Climate Change: You Can Make A Difference. London: Roaring Brook Press. tr. 48 pages. ISBN 1596433795. Truy cập ngày 6 tháng 10 năm 2007. {{Chú thích sách}}: Kiểm tra giá trị ngày tháng trong: |year= (trợ giúp)Quản lý CS1: nhiều tên: danh sách tác giả (liên kết) Quản lý CS1: năm (liên kết)